# Katastrofa lotu Adam Air 574
Katastrofa lotu Adam Air 574 – wypadek lotniczy samolotu rejsowego Boeing 737-4Q8 o rejestracji PK–KKW, linii lotniczych Adam Air, który miał miejsce 1 stycznia 2007 w Cieśninie Makasarskiej. Wszystkie 102 osoby na pokładzie zginęły.

## Samolot
Siedemnastoletni dwusilnikowy Boeing 737-400 (nr rejestracyjny: PK-KKW) został zbudowany w 1989. Zanim stał się częścią floty Adam Air służył siedmiu innym przewoźnikom. Do 1 stycznia 2007 maszyna spędziła w powietrzu 45 371 godzin, ostatni przegląd przechodząc 25 grudnia 2005.

## Przebieg lotu
1 stycznia 2007 o godzinie 12.55 czasu lokalnego, rejs nr 574 (KI-574) do Manado – na wyspie Celebes (inaczej: Sulawesi) – opuścił port lotniczy w mieście Surabaja na Jawie, udając się w drugą partię podróży ze stolicy kraju – Dżakarty. Na pokładzie znajdowało się 96 pasażerów i sześcioosobowa załoga. Wśród podróżnych – w większości powracających z obchodów Nowego Roku mieszkańców Indonezji – znajdowało się jedenaścioro dzieci. Miejsca na pokładzie zajęła także trzyosobowa, amerykańska rodzina. Dwugodzinny lot miał planowo zakończyć się o 16.00 czasu lokalnego (15.00 czasu na Jawie). W połowie trasy, załoga samolotu natrafiła na wyjątkowo niesprzyjające warunki pogodowe: nad Cieśniną Makasarską panowała burzliwa, sztormowa pogoda, a prędkości wiatru osiągały 130 km/h. O godzinie 14.07, gdy samolot przecinał poziom FL350 (35 tys. stóp – ok. 10650 m) – łączność za załogą została zerwana, a samolot zniknął z ekranu radaru kontroli lotów w Makasar na południowym Celebes.
Ostatnie znane położenie samolotu odnalazł singapurski satelita. Inną lokalizację podały indonezyjskie siły powietrzne.

## Akcja poszukiwawcza

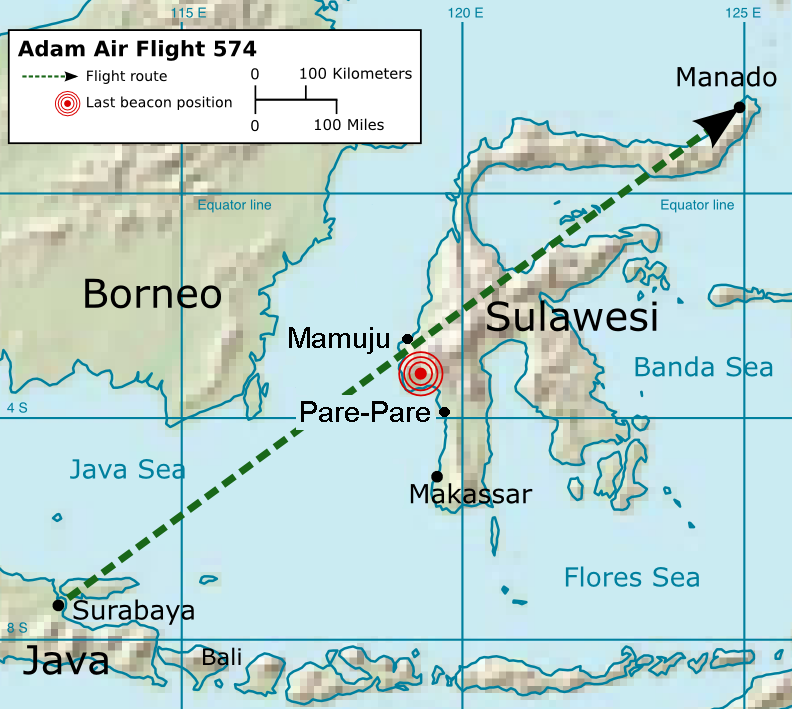
Plan trasy lotu Adam Air 574

2 stycznia 2007 pojawiła się informacja o odnalezieniu wraku maszyny, w rejonie gór wyspy Celebes. Eddy Suyanto – głównodowodzący z Bazy Powietrznej Hasanuddin w Makassar – powiadomił w komunikacie radiowym: "Samolot jest zniszczony. Wysłaliśmy ekipy na miejsce. Samolot odnaleziono około 20 km od miasteczka Polewali w górach. Pogoda jest w porządku."  Jednocześnie pojawiła się wiadomość, że spośród 102 ludzi na pokładzie, 12 osób ocalało.
Po dotarciu na rzekome miejsce katastrofy zespołu indonezyjskich żołnierzy z bazy powietrznej, okazało się, iż pogłoski o odnalezieniu wraku okazały się fałszywe. Minister transportu Indonezji – Hatta Rajasa – zdementował wcześniejsze informacje, zaś Eddy Suyanto przeprosił w kolejnym komunikacie krewnych ofiar za błędne wiadomości. Okazało się, że za pogłoski odpowiadają mieszkańcy lokalnych wsi, a dwunastu rzekomo ocalałych z upadku maszyny, w rzeczywistości pochodzi z katastrofy promu, który dwa dni wcześniej zatonął w tym samym regionie, także podczas złych warunków pogodowych.
3 stycznia 2007 rozpoczęto przeszukiwania Cieśniny Makasarskiej.
7 stycznia 2007 w poszukiwaniach samolotu brał już udział zespół ponad 3600 osób. Do akcji włączyły się także jednostki Marynarki Wojennej Stanów Zjednoczonych i Singapuru, który przysłał dwa, wykrywające promieniowanie podczerwone, samoloty typu Fokker-50. Prócz tego, obszar patrolowało sześć helikopterów i samolot z Navy Nomad oraz wojskowy Boeing 737-200 Surveiller.
Cieśninę Makassar i jej głębiny przeczesywały natomiast – specjalnie przystosowane do wykrywania metalu – okręty wraz z dwoma niewielkimi, zdalnie sterowanymi łodziami podwodnymi.
Na lądzie – tropikalne, górskie obszary (obejmujące tereny przybrzeżnej miejscowości Majene i górskiego regionu Toraja) przeszukiwały ekipy zarówno żołnierzy indonezyjskiej armii, jak i ochotnicy. Centrum koordynacji działań rozlokowało się w mieście Makassar.
10 stycznia 2007 oficjalnie zakończono poszukiwania wraku samolotu Adam Air 574. Jednocześnie rozpoczęły się procesy sądowe o odszkodowania dla krewnych ofiar.
3 lutego 2007 okręt "Tanjung Dalpele" zabrał w miejsce zaginięcia maszyny krewnych ofiar, by tam w hołdzie ofiarom rejsu nr 574 rzucili na wodę wieńce kwiatów.

## Znaleziska

### Fragmenty wraku
8 stycznia 2007 sonar indonezyjskiego okrętu KRI "Fatahillah" wykrył trzy duże, metalowe obiekty, spoczywające w odległości trzech do sześciu kilometrów od siebie opodal miejscowości Mamuju, na zachodnim wybrzeżu Celebes. Aby zidentyfikować owe metalowe znaleziska, Marynarka Wojenna Stanów Zjednoczonych użyczyła okrętu USNS "Mary Sears".
9 stycznia 2007 USNS "Mary Sears" wyposażony w specjalistyczny sprzęt, m.in. podwodną kamerę i wykrywacz metali – dotarł na miejsce, wraz z kanadyjskim samolotem, który miał pomóc w kartografii rejonu odnalezionych szczątków. Wkrótce w okolicy pojawiło się dwanaście okrętów wojennych – m.in. KRI "Ajak", KRI "Nala" i KRI "Leuser". Okazało się, że obszar dna Cieśniny Makasarskiej, opodal miasteczka Majene, pokrywają duże ilości szczątków. Ich analizy potwierdziły, że należą do rozbitego samolotu.
11 stycznia 2007 300 metrów od brzegu, nieopodal Pare-Pare, miejscowy rybak odkrył prawy statecznik poziomy rozbitego Boeinga.
Rybak za swoje znalezisko otrzymał nagrodę w wysokości 50 milionów rupii (5,5 tysiąca dolarów). Wkrótce morze wyrzuciło na brzeg fragmenty foteli, kamizelek ratunkowych samolotu, pojemnik na pożywienie z wyposażenia maszyny, osiem fragmentów aluminium i włókien, oponę podwozia, dowód osobisty, podpórkę pod głowę z fotela i flarę.
13 stycznia 2007 odnaleziono półtorametrowej długości fragment skrzydła. Do 29 stycznia liczba odnalezionych fragmentów maszyny osiągnęła 206, z czego 194 na pewno należało do Boeinga 737.
15 stycznia 2007 singapurski samolot rekonesansowy wykrył plamę paliwa, rozciągniętą przy zachodnich wybrzeżach Celebes, jednak zanim na miejsce przybył jakikolwiek okręt, silne prądy morskie zniosły wyciek w inne miejsce.
21 stycznia 2007 okręt USNS "Mary Sears" znalazł czarną skrzynkę (FDR) i rejestrator rozmów w kokpicie (CVR) opodal wybrzeża prowincji Celebes Zachodni na głębokości 2000 i 1900 m. Obie pozycje znajdują się w odległości 1,4 km od siebie. Po miesiącach targowania się rządu indonezyjskiego z linią lotniczą o to, kto ma pokryć koszty ich wydobycia, szacowane na miliony dolarów, 23 sierpnia 2007 statek "Eas" przybył do portu Makasar w celu rozpoczęcia tej akcji. Na pokładzie znajdowała się mała głębinowa łódź podwodna zdolna do zanurzeń do 6000 metrów (20 000 stóp), z sonarem i kamerami.

### Czarna skrzynka i rejestrator rozmów w kokpicie
27 sierpnia 2007 w pobliżu wybrzeża miejscowości Majene na Celebes podwodny robot – głębinowa łódź podwodna firmy Phoenix International wydobyła czarną skrzynkę. Rejestrator rozmów w kokpicie został wydobyty 28 sierpnia 2007. Oba aparaty zostały przemieszczone o 10 do 14 metrów przez silne prądy morskie. Oba aparaty zostały wysłane do zbadania do Waszyngtonu. Koszt operacji wydobycia obu aparatów szacowano na ponad 3 miliony USD, z czego 2 mln miał pokryć rząd Indonezji a pozostałą sumę linia lotnicza Adam Air. Po wydobyciu aparatów utrwalających dane lotu, rozpoczęła się akcja wydobywania większych części samolotu.

### Ciało i pozostałości ludzkie
11 stycznia 2007, nieopodal miejsca odnalezienia statecznika, zauważono unoszące się na wodzie ciało Azjatki. Stacja Metro TV ukazała nawet nieocenzurowane ujęcia unoszących się w porcie Pare-Pare zwłok. Przeprowadzona jednak sekcja ujawniła, iż ciało musiało przebywać w wodzie jedynie od pięciu dni – wkrótce pojawiły się doniesienia, że zwłoki należą nie do jednego z podróżnych z pokładu rejsu nr 574, a do niedawno zaginionej mieszkanki okolic. Oprócz tego, z morza wydobyto fragmenty odzieży, najprawdopodobniej należące do pasażerów, a także kępki włosów, które poddano badaniom DNA. Ich wynik pozostaje nieznany.

## Przyczyny katastrofy
W raporcie wydanym 25 marca 2008 napisano, że przyczyną katastrofy było nieprawidłowe działanie przyrządów nawigacyjnych i błąd pilota, który przypadkowo wyłączył autopilota i nie przejął kontroli nad maszyną, co doprowadziło do lotu nurkowego z prędkością ponad 900 km/h (w chwili zakończenia rejestracji lotu), o 170 km/h więcej, niż dopuszczalna prędkość tej maszyny. Na 20 s przed końcem rejestracji parametrów lotu, jeszcze podczas lotu, w samolocie wystąpiły uszkodzenia konstrukcji.

## Narodowości ofiar katastrofy
| Narodowość        | Pasażerowie | Załoga | Razem |
| ----------------- | ----------- | ------ | ----- |
| Indonezja         | 93          | 6      | 99    |
| Stany Zjednoczone | 3           | 0      | 3     |
| Razem:            | 96          | 6      | 102   |

- Źródło:[20].